# طارق الشناوي
طارق الشناوي كاتب صحفي وناقد سينمائي، أستاذ مادة النقد الفني في كلية الإعلام جامعة القاهرة والاكاديمية الدولية لعلوم الاعلام، يحمل في رصيده المئات من المقالات المنشورة في مجال النقد السينمائي في عدد من الدورات الصحافية 

## السيرة المهنية
الشناوي حاصل على بكالوريوس كلية الإعلام جامعة القاهرة، وبكالوريوس معهد السينما، أصدر العديد من الكتب مثل «مخرجو الثمانينيات الحلم والواقع»، «السينما وقليل من السياسة»، «سنوات الضحك في السينما المصرية»، «جعلوني مخرجاً»، «فنانة لا تعرف المكياج»، «عز الدين ذو الفقار شاعر السينما»، «أنا والعذاب وأم كلثوم»، «فاتن»، «يحيى الفخراني»، «خان.. المصري» «خالد صالح في الأصل حلواني»، «سعيد مرزوق عاشق السينما»، «سوسن سمراء من الجنوب»، «حلمي خارج السرب» 

## إنجازاته
- حصل على العديد من الجوائز كأفضل مقال نقدي من نقابة الصحفيين ومن جمعيات سينمائية
- نال جائزة أفضل ناقد اختاره الجمهور عام 2015 من مؤسسة دير جيست [6][7]
- أشرف على نادي السينما والنشاط الفني في نقابة الصحفيين المصريين
- ترأس وشارك في لجان التحكيم بأكثر من مهرجان سينمائي دولي، منها مهرجان (مسقط - وهران - عنابة - الإسكندرية - أوسيان - دبي - أبو ظبي - فالنسيا - الأقصر - مالمو وغيرها.[8]
- بدأ النقد السينمائي قبل نحو 30 عاماً في مجلة «روز اليوسف»، وكتب في العديد من المطبوعات مثل جريدة (التحرير)، (الدستور)، (المصري اليوم)، (صوت الأمه) [9]
- يقدم منذ ثلاث سنوات اسبوعيا برنامج تليفزيوني يتناول الفن بكل أطيافه محليا وعالميا [10]